# Metateratocephalus gracilicaudatus
Metateratocephalus gracilicaudatus är en rundmaskart. Metateratocephalus gracilicaudatus ingår i släktet Metateratocephalus, och familjen Metateratocephalidae. Arten är reproducerande i Sverige.